# Kreuzerterhof
Die zur Ortsgemeinde Treis-Karden im rheinland-pfälzischen Landkreis Cochem-Zell gehörende, auf dem Beurenkern gelegene Wüstung Kreuzerterhof, auch Kreuzterhof genannt, war einst einer der fünf zum Ortsteil Treis zählenden Höfe.

## Geschichte
Der Kreuzerterhof oder Neuenhof (villa nova) existierte nur für knapp zweihundert Jahre von 1705 bis 1896. Er war Eigentum der Gemeinde Treis, die ihn verpachtete. Die erste Pächterfamilie Schneider aus Binningen musste das Land urbarmachen und auf eigene Kosten ein Gehöft erbauen. Später folgten jeweils für kurze Zeit verschiedene Pächterfamilien. 1896 verließ die aus Mörsdorf stammende Familie Zilles, die den Hof seit 1845 bewirtschaftete die maroden Gebäude und erbaute sich auf dem etwa zwei Kilometer entfernt gelegenen Beurenhof ein neues Gehöft.

## Hexentanzplatz?
Die Herkunft des Namens Kreuz(er)terhof oder Kreuzert ist nicht bekannt. Möglicherweise leitet er sich von dem „Creuzgen uff Beurer Kehr“ her, wo sich laut Aussage von Remigius Mödgen, dem letzten 1629 im Beltheimer Gericht verbrannten "Hexer" ein Hexentanzplatz befunden haben soll.

## Der Hausname Kreuzter
Ein Nachkommenszweig der Familie Zilles zog nach Mörsdorf zurück und wurde dort mit dem Hausnamen Kreuzter belegt. Josef Zilles, der auf dem Beurenhof siedelte, wurde hingegen Kreuzter Bartmann genannt.